# Trastorn dismòrfic corporal
El trastorn dismòrfic corporal (TDC), també anomenat dismorfofòbia, és un trastorn mental caracteritzat per la idea obsessiva que alguna part del propi cos o aparença està greument defectuós i, per tant, requereix mesures excepcionals per ocultar-lo o arreglar-lo. A la variant delirant de TDC, el defecte és imaginat. Si el defecte és real, la seva importància és severament exagerada. Sigui com sigui, els pensaments sobre això són penetrants i intrusius, i poden ocupar diverses hores al dia, causant angoixes greus i deteriorant les activitats habituals. El DSM-5 classifica el TDC en l'espectre obsessiu-compulsiu i el distingeix de l'anorèxia nerviosa.
S'estima que el TDC afecta d'un 0,7% al 2,4% de la població. Sol començar durant l'adolescència i afecta tant homes com dones. La dismorfia muscular, un subtipus TDC en el qual el subjecte percep el cos com a massa petit o poc musculat, afecta majoritàriament els homes. A més de pensar-hi, es comprova i compara repetidament el defecte percebut, i es poden adoptar rutines inusuals per evitar el contacte social que l'exposa. Tement l'estigma de la vanitat, se sol amagar la preocupació. Habitualment insospitat fins i tot per psiquiatres, el TDC ha estat subdiagnosticat. Perjudicant greument la qualitat de vida mitjançant la disfunció educativa i ocupacional i l'aïllament social, el TDC presenta taxes elevades de pensaments suïcides i intents de suïcidi.

## Signes i símptomes
Si bé la vanitat implica un esforç per millorar l'aparença, el TDC és experimentat com una esforç per simplement normalitzar-la. Tot i que és delirant en un dels subtipus, la seva preocupació per l'aparença és generalment no delirant, sinó una idea sobrevalorada.
La part del cos objecte de preocupació pot ser gairebé qualsevol, però és freqüentment la cara, els cabells, la panxa, les cuixes o els malucs. Vàries zones del cos poden ser objecte de preocupació de forma simultània. Molts pacients amb TDC busquen tractament dermatològic o cirurgia estètica, que normalment no resolen l'angoixa. D'altra banda, els intents d'autotractament, com l'excoriació de la pell, poden crear lesions inexistents anteriorment.
El TDC comparteix característiques amb el trastorn obsessiu-compulsiu, però comporta més depressió i evitació social. El TDA sovint s'associa a un trastorn d'ansietat social. Alguns experimenten deliris que d'altres assenyalen de forma encoberta els seus defectes. Les proves cognitives i la neuroimatge suggereixen un biaix de l'anàlisi visual detallada i una tendència a la hiperexcitació emocional.
En general, un subjecte que experimenta TDC rumia pel defecte corporal percebut diverses hores diàries o més, utilitza l'evitació social o es camufla amb cosmètics o peces de roba, comprova de forma repetida l'aspecte, el compara amb el d'altres persones i, sovint, busca garanties verbals. En ocasions evita miralls, canvia repetidament de roba, neteja en excés o restringeix el menjar.
La gravetat de la TDC pot augmentar i minvar, i els brots tendeixen a generar absentisme a l'escola, al treball o a la socialització, ocasionant de vegades un aïllament social prolongat, i alguns arriben a romandre a casa durant períodes prolongats. El deteriorament social sol ser el més gran, i en ocasions eviten qualsevol activitat social. La baixa concentració i motivació associades afecten el rendiment acadèmic i laboral. El malestar causat pel trastorn tendeix a superar el causat pel trastorn depressiu major o la diabetis tipus 2, i les taxes d'idees i intents de suïcidi són especialment elevades.

## Factors causals
Com en la majoria dels trastorns mentals, és probable que la causa de la malaltia biològica tingui una complexitat biopsicosocial, amb una interacció de múltiples factors, inclosos problemes genètics, de desenvolupament, psicològics, socials i culturals. El TDC s'inicia generalment durant la preadolescència, tot i que molts pacients indiquen haver patit un trauma anterior, com arar abús, desemparament, burles o bullying. En molts casos, l'ansietat social precedeix el TDC. Tot i que són pocs els estudis amb bessons sobre el TDC, es calcula que la seva heritabilitat és del 43%. Altres factors poden ser la introversió, una imatge corporal negativa, el perfeccionisme, una elevada sensibilitat estètica, i l'abús i desemparament infantil.

## Diagnòstic
Les estimacions de prevalença i distribució de gènere han variat àmpliament per discrepàncies en el diagnòstic i la notificació. En la psiquiatria nord-americana, el TDC va obtenir criteris de diagnòstic en el DSM-IV, però el coneixement dels clínics, especialment entre els metges de capçalera, és límitat. Així mateix, la vergonya per tenir la preocupació corporal i la por a l'estigma de la vanitat, fa que molts amaguin fins i tot el fet de tenir la preocupació.
Com que molts dels símptomes són compartits, el TDC sovint es diagnostica erròniament com a trastorn d'ansietat social, trastorn obsessiu-compulsiu, trastorn depressiu major o fòbia social. El diagnòstic correcte pot dependre d'un qüestionari especialitzat i de la correlació amb l'angoixa emocional o disfunció social. Les estimacions situen la sensibilitat del Qüestionari de Trastorns Corporals al 100% (0% falsos negatius) i l'especificitat al 92,5% (7,5% falsos positius).

## Tractament
Es considera eficaç la medicació antidepressiva, com els inhibidors selectius de la recaptació de la serotonina (ISRS) i la teràpia cognitiva-conductual (TCC). Els ISRS poden ajudar a alleujar els trets obsessiu-compulsius i delirants, mentre que la teràpia cognitiva-conductual pot ajudar els pacients a reconèixer els patrons de pensament distorsionats. Abans del tractament, pot ajudar el proporcionar psicoeducació bàsica assistida, a través de llocs web de suport.

## Història
El 1886, Enrico Morselli va informar d'un trastorn que va anomenar dismorfofòbia. El 1980, l'American Psychiatric Association va reconèixer el trastorn, alhora que el va catalogar com un trastorn somatoform atípic, a la tercera edició del seu Manual de diagnòstic i estadística dels trastorns mentals (DSM). Classificant-lo com un trastorn somatoform distintiu, la revisió del DSM-III de 1987 va canviar el terme a trastorn dismòrfic corporal .
Publicat el 1994, el DSM-IV defineix la TDC com una preocupació per un defecte d'aparença imaginat o trivial, que causa una disfunció social o laboral i no s'explica millor per un altre trastorn, com l'anorèxia nerviosa. Publicat el 2013, el DSM-5 canvia la TDC a una nova categoria (espectre obsessiu-compulsiu), afegeix criteris operatius (com ara comportaments repetitius o pensaments intrusius) i esmenta el subtipus de dismorphia muscular (preocupació que el propi cos sigui massa petit o insuficientment musculat).